# 世界一番紀行
世界一番紀行（せかいいちばんきこう）は、2009年4月1日から2012年1月5日までNHK BShi→NHK BSプレミアムで放送されていたテレビ番組。

## 概要
「世界で一番」の場所へ、地球と人間のすばらしさを見つける旅をする紀行番組。NHK総合テレビの『地球イチバン』と紀行の映像素材を共有している。

## 放送リスト
| タイトル                                                  | 旅人       | 語り       | 初回放送日     |
| --------------------------------------------------------- | ---------- | ---------- | -------------- |
| 世界で一番寒い村 ロシア・オイミャコン                     | 大高洋夫   | 小野文惠   | 2009年04月01日 |
| 世界で一番長生きが多い里 中国・広西巴馬                   | 吉本多香美 | 三宅民夫   | 2009年04月08日 |
| 世界で一番北の航路 ノルウェー・沿岸急行船                 | 鶴田真由   | きたろう   | 2009年04月15日 |
| 世界で一番人がひしめきあう街 インド・コルカタ             | 小池昌代   | 浜田学     | 2009年04月22日 |
| 世界で一番南の村 人類の旅路の果て プエルトトロ            | 池澤夏樹   | 加賀美幸子 | 2009年04月29日 |
| 世界で一番標高の高い街 ボリビア・エルアルト               | 大高洋夫   | 小野文惠   | 2009年11月11日 |
| 世界で一番の迷宮都市 モロッコ・フェズ                     | 夏木マリ   | 広瀬修子   | 2009年11月18日 |
| 世界で一番乾いた大地 チリ・アタカマ砂漠                   | 桃井和馬   | 広瀬修子   | 2009年11月25日 |
| 世界で一番大きなサンゴ礁の島 キリバス・クリスマス島       | 石川直樹   | 塚原愛     | 2009年12月02日 |
| 世界で一番大きな地下の村 中国・三門峡市ヤオトン住居群     | 服部真澄   | 松本和也   | 2009年12月09日 |
| 世界で一番北の町 ノルウェー・ロングイヤービエン           | 大高洋夫   | 小野文惠   | 2010年05月05日 |
| 世界で一番高い湖 ペルー・ティティカカ湖                   | 吉川晃司   | 松本和也   | 2010年05月12日 |
| 世界で一番霧に覆われる街 カナダ・セントジョンズ           | 明川哲也   | 首藤奈知子 | 2010年05月19日 |
| 世界で一番大きな水上集落 ブルネイ・カンポンアイール       | 中鉢明子   | 三宅民夫   | 2010年05月26日 |
| 世界で一番暑い土地 アファール三角地帯 ジブチ              | 大高洋夫   | 小野文惠   | 2011年01月19日 |
| 世界で一番大きい温泉 アイスランド・ディルダルトゥング温泉 | 井筒和幸   | 古野晶子   | 2011年01月26日 |
| 世界で一番潮の満ち干が大きい村 カナダ・ファンディ湾       | 宍戸開     | 上條倫子   | 2011年02月02日 |
| 世界で一番“遠い”島 南大西洋 トリスタン・ダ・クーニャ      | 粟野史浩   | 安部みちこ | 2011年02月09日 |
| 世界で一番自転車が多い街 オランダ・グローニンゲン         | 石井正則   |            | 2011年02月16日 |

| タイトル                                              | 旅人     | 語り       | 初回放送日時                   |
| ----------------------------------------------------- | -------- | ---------- | ------------------------------ |
| 世界で一番大きな棚田 中国・雲南                       | 大高洋夫 | 小野文惠   | 2011年12月29日 木曜19:00-20:30 |
| 世界で一番の大家族の島 コロンビア・イスロテ島         | 照英     | 柘植恵水   | 2011年12月30日 金曜19:00-20:30 |
| 世界で一番大きなパレード ブラジル・レシフェ           | 大高洋夫 | 小野文惠   | 2012年01月04日 水曜21:00-22:30 |
| 世界一のツリーハウスの森 インドネシア・ニューギニア島 | 山本太郎 | 首藤奈知子 | 2012年01月05日 木曜21:00-22:30 |